# Аксбридж (Массачусетс)

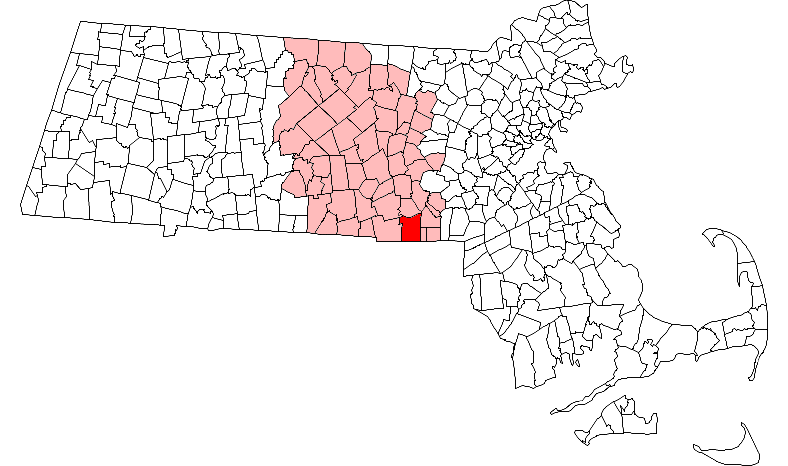
место в штате Массачусетс, Соединенные Штаты Америки

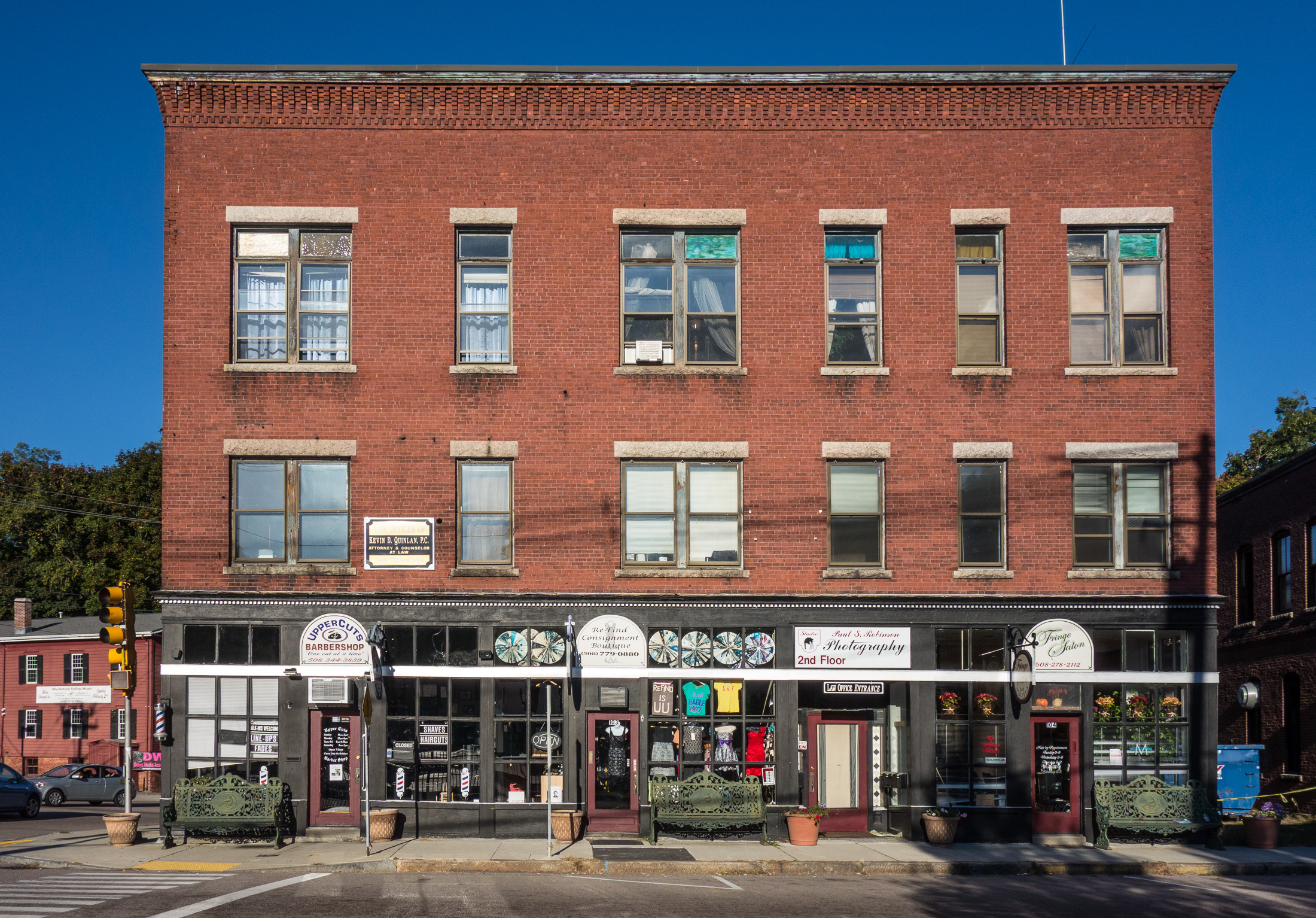
«Taft Brothers Block», Аксбридж

Аксбридж — небольшой город штата Массачусетс, США. Население — 11 156 (2000 год).
Город известен по производству кашемира и в военной форме, на протяжении более 140 лет. Город расположен недалеко от состояния Род-Айленд, в центре штата Массачусетс, в округе Вустер. Он расположен в самом центре долины реки «Блэкстоун», в национальном историческом коридоре «место рождения» промышленной революции в США. Аксбридж был основан в 1727 году путём отделения от города Мендон. В 1731, период Великого Пробуждения конгрегационалистская церковь была основана в Аксбридж.
Полковник Сет Рид из Аксбриджа был инициатором размещения девиза E Pluribus Unum на монетах США.